# Eiji Okada
Eiji Okada (japanisch 岡田 英次, Okada Eiji; * 13. Juni 1920 in Chiba; † 14. September 1995 in Tokio) war ein japanischer Theater- und Filmschauspieler. In seiner Filmkarriere agierte er in über 80 Spielfilmen aller Genres, vorwiegend in Dramen. Einem breiten Publikum wurde er durch seine Hauptrollen in Alain Resnais’ Hiroshima, mon amour (1959) und Hiroshi Teshigaharas Die Frau in den Dünen (1964) bekannt.

## Leben
Eiji Okada wurde 1920 in der Präfektur Chiba, in der Nähe von Tokio, geboren. Er besuchte die renommierte Keiō-Universität, wo er Wirtschaftswissenschaft studierte. Im Zweiten Weltkrieg diente er als Offizier in der kaiserlichen Armee. Nach seiner Entlassung verdiente er sich als Straßenhändler und Bergarbeiter seinen Lebensunterhalt, bevor er Interesse an der Schauspielerei entwickelte. Von 1946 bis 1954 war Okada als Theaterdarsteller Mitglied von Tomoyoshi Murayamas Shinkyo Geki-dan-Gruppe, der weitere Zusammenarbeiten mit dem Geki-dan Seinen Haiyu-Klub, Gendaijin Gekijo und Gekidan Geki-kukan Kakuteru-Gruppen folgten. Als Theaterschauspieler nach dem modernen Shingeki-Stil ausgebildet feierte er sein Spielfilmdebüt 1949 mit Minoru Shibuyas Hana no sugao. Einem breiten japanischen Publikum wurde er ein Jahr später als ehrlicher und intelligenter Student in Tadashi Imais romantischem Antikriegsfilm Mata au hi made (1950) bekannt. Als Skandal in Okadas zweitem Film galt der anhaltende Kuss, den er mit seiner Kodarstellerin Yoshiko Kuga austauschte. Trotzdem wurde Imais Film mit den wichtigsten japanischen Filmpreisen Blue Ribbon, Kinema-Jumpō und Mainichi Eiga Concours prämiert.
Mit seinem westlichen Erscheinungsbild prägte der großgewachsene Okada das Bild des „stillen Philosophen“ im Nachkriegsjapan, während Toshirō Mifune oder Takashi Shimura erfolgreich den Part des kampfbereiten Samurai übernahmen. Okada schloss sich der linken unabhängigen Filmbewegung um Satsuo Yamamoto und Tadashi Imai an. Schon bald galt er als seriöser Darsteller, der häufig in Filmen mit sozialkritischen Untertönen Verwendung fand. Imai setzte ihn nach Mata au hi made auch in dem Episodenfilm Nigorie und dem Antikriegsfilm Der Turm der Lilien (beide 1953) ein, in dem eine japanische Mädchenklasse als letzte Reserve in den Krieg gegen die USA zieht.

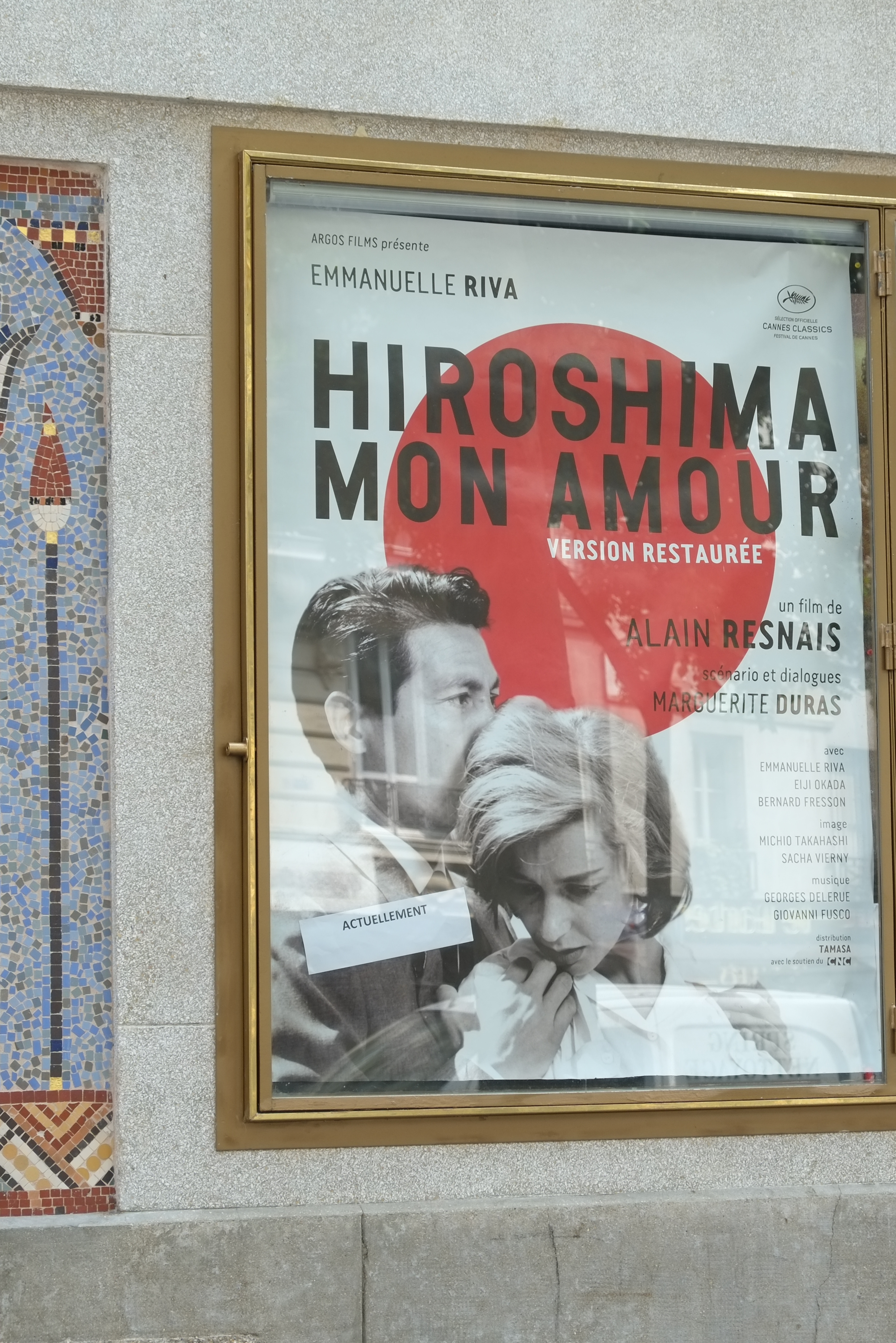
Filmplakat von Hiroshima, mon amour.

Einem internationalen Publikum wurde Okada erst durch die männliche Hauptrolle in Alain Resnais’ Spielfilmdebüt Hiroshima, mon amour (1959) bekannt. Dem Drama, das über die kurze Liebesbegegnung zwischen einer französischen Filmschauspielerin, gespielt von Emmanuelle Riva, und einem japanischen Architekten in Hiroshima handelt, war großer Erfolg bei Publikum und Kritikern beschieden, die Okada und Riva für ihre hervorragende Schauspielleistung lobten. Zwar merkte die New York Times in ihrer zeitgenössischen Filmkritik an, dass der Schauspieler als verwirrter und geheimnisvoller Liebhaber, mit starkem asiatischen Akzent im französischsprachigen Film, im Vergleich zu Riva in der offensichtlich kleiner angelegten Rolle eingesetzt worden war, trotzdem bringe der Japaner der Figurencharakterisierung „Erhabenheit und Verständnis“ entgegen. Okada selbst sprach kaum Französisch, er musste seinen Dialog nach den Dreharbeiten in Frankreich nachsynchronisieren und erlernte den Text phonetisch.
Der Erfolg von Hiroshima, mon amour ließ Marlon Brando auf Okada aufmerksam werden. Drei Jahre später war der Japaner in George Englunds Produktion Der häßliche Amerikaner (1963) an der Seite des bekannten Schauspielers zu sehen. In dieser mimt Okada einen südostasiatischen Volksführer, der von einem neuen US-Botschafter und alten Freund aus Kriegstagen, gespielt von Marlon Brando, beschwichtigt werden soll, aber auf die Seite der aufständischen Kommunisten wechselt. Als zu pessimistisch und unspektakulär für das große Publikum angesehen, avancierte der Der häßliche Amerikaner zu Brandos vierten finanziellen Misserfolg in Folge und gleichzeitig zu Okadas einzigem Hollywood-Film.
Im selben Jahr machte der Japaner als Filmehemann von Sachiko Hidari in Susumu Hanis preisgekröntem Film Sie und Er (1963) auf sich aufmerksam. In dem Drama ist er als gutsituierter Bewohner einer komfortablen Tokioter Hochhaussiedlung zu sehen, der, im Gegensatz zu seiner Ehefrau, den Baracken der armseligen Bevölkerung in direkter Nachbarschaft keinerlei Beachtung schenkt. Erneuter Erfolg war Okada mit der Hauptrolle in Hiroshi Teshigaharas Die Frau in den Dünen (1964) beschieden. Die „existenzialistische Parabel“ handelt von einem Insektenforscher, der sich in einer einsamen Dünenlandschaft verirrt. Daraufhin wird er von Dorfbewohnern in der armseligen Hütte einer Witwe am Grund eines Sandlochs gefangen gesetzt, um Fron und Einsamkeit ihres Lebens zu teilen. Die Frau in den Dünen wird noch heute als „filmästhetisch-avantgardistische Sensation“ bewertet und 1965 für den Auslandsoscar nominiert.
Obwohl in seiner Karriere über fünfzig weitere japanische Filmproduktionen folgen sollten, darunter Keisuke Kinoshitas Koge (1964) und die erneute Zusammenarbeit mit Hiroshi Teshigahara an Tanin no kao (1966), konzentrierte sich Okada später verstärkt auf seine Arbeit im Theater. Gemeinsam mit seiner Ehefrau Aiko Wada gründete er eine Theatergruppe. Mit dieser unterstützte er junge Schauspieler und erschien auch in Spielfilmen von Nachwuchsregisseuren. Zu seinen letzten Filmarbeiten gehörte Kaizo Hayashis Drama Stairway to the Distant Past (1995). Die Fertigstellung von Masako Matsuuras Romantikfilm Secret Liaisons erlebte Okada nicht mehr. Er starb 1995 im Alter von 75 Jahren an Herzversagen in einem Tokioter Krankenhaus. Vom Filmkritiker Michihiro Kakii als „Pionier seiner Generation“ beschrieben, der den japanischen Film dieser Zeit ein „modernes, zukunftsweisendes Gesicht“ gab, wurde Okada auf eigenen Wunsch in einer privaten Zeremonie beigesetzt.

## Filmografie (Auswahl)
- 1949: Hana no sugao
- 1950: Mata au hi made
- 1951: Fusetsu ni ju-nen
- 1952: Die Mutter (Okāsan)
- 1953: Der Turm der Lilien (Himeyuri no tō)
- 1954: Horoki
- 1954: Okuman choja
- 1955: Koko ni izumi ari
- 1955: Kao no nai otoko
- 1956: Christus in Bronze (Seido no Kirisuto)
- 1956–1957: Shonen tanteidan
- 1957: Mitsuko – Geschichte einer jungen Liebe (Jun'ai monogatari)
- 1959: Hiroshima, mon amour (Hiroshima mon amour)
- 1963: Du rififi à Tokyo
- 1963: Der häßliche Amerikaner (The Ugly American)
- 1963: Sie und Er (Kanojo to kare)
- 1964: Die Frau in den Dünen (Suna no onna)
- 1964: Ghidrah – The Three-Headed Monster (San daikaiju chikyu saidai no kessen)
- 1964: The Scarlet Camellia (Goben no tsubaki)
- 1965: Judo Saga (Sugata Sanshiro)
- 1966: The Face of Another (Tanin no kao)
- 1967: Guila – Frankensteins Teufelsei (Uchū daikaijū Girara)
- 1967: Portrait of Chieko (Chieko-sho)
- 1968: Stormy Era (Showa no inochi)
- 1968: Tunnel to the Sun (Chikadō no taiyō made)
- 1969: Vixen (Jotai)
- 1969: Bullet Wound (Dankon)
- 1970: This Transient Life (Mujo)
- 1971: Yomigaeru daichi
- 1973: Shin Zatōichi monogatari: Kasama no chimatsuri
- 1976: Daichi no komoriuta
- 1976: Paamenento bruu: Manatsu no koi
- 1978: Lady Ogin (Ogin-sama)
- 1982: Ningyo Girai
- 1983: Taro und Jiro in der Antarktis (Nankyoku monogatari)
- 1983: Yogoreta Eiyu
- 1989: Sen no Rikyu
- 1995: Stairway to the Distant Past (Harukana jidai no kaidan o)
- 1995: Secret Liaisons (Hito de nashi no koi)